# Conduit (Kapitalmarkt)
Das Conduit ist im Finanzwesen eine Zweckgesellschaft, die dauerhaft Forderungen verschiedener Originatoren erwirbt und diese auf dem Geldmarkt als forderungsbesicherte Wertpapiere platziert.

## Allgemeines
Das Wort „Conduit“ kann mit „Durchleiter, Rohr“ (französisch conduit) übersetzt werden, also dem aus vielen Forderungen bestehenden Portfolio (englisch pool), das in eine Anleihe „umverpackt“ (englisch repackaging) und an Anleger weiterverkauft wird. Die Conduits finanzieren den Erwerb durch die Emission von Commercial Papers mit einer Laufzeit von bis zu 90 Tagen oder mit mittelfristigen Medium Term Notes, während im Pool Laufzeiten bis zu 10 Jahren vorhanden sein können. Darin liegt eine fristeninkongruente Deckung, die das mit einer Anschlussfinanzierung verbundene Zinsänderungsrisiko beinhaltet.

## Bankenaufsichtsrecht
Im Bankenaufsichtsrecht der EU-Mitgliedstaaten müssen Ausfallrisiken generell mit Eigenmitteln unterlegt werden. Die Unterlegung kann durch die Verbriefung von Forderungen mit guter Bonität deutlich reduziert werden, weil die Anrechnung mit Eigenmitteln ratingabhängig ist. Den Vorgang, Forderungen aus einem Kreditinstitut auf Nichtbanken wie Conduits zu übertragen, nennt man auch Regulierungsarbitrage. Die Bankenaufsicht erkennt die Übertragung von Kreditforderungen aus dem Bestand des Originators auf das Conduit nur dann an, wenn der Risikotransfer tatsächlich durch True-Sale stattfindet (englisch clean break). Das bedeutet, dass der Originator dann nicht weiter dafür haften darf, dass die Forderungen am Fälligkeitstag durch den Schuldner beglichen werden. Zu diesem Zweck muss die Unternehmensstruktur des Conduits nach Art. 4 Abs. 1 Nr. 66 Verordnung (EU) Nr. 575/2013 Kapitaladäquanzverordnung (CRR) darauf ausgelegt sein, die eigenen Verpflichtungen von denen des Originators zu trennen und deren wirtschaftliche Eigentümer die damit verbundenen Rechte uneingeschränkt verpfänden oder veräußern können. 
Zudem muss gemäß Art. 243 CRR ein signifikantes Kreditrisiko übertragen werden. Der Originator darf im Rahmen des Credit Enhancements keine Rückkaufvereinbarungen mit dem Conduit schließen oder Zahlungsgarantien für den Pool abgeben. Ferner darf das Conduit sich nicht im Konsolidierungskreis des Originators befinden (englisch ringfencing).

## Struktur des Pools
In einem Conduit werden meist verschiedene Programme verschiedener Originatoren gebündelt. Dafür wird von jedem Originator ein Pool von gleichen oder ähnlichen Aktiva zusammengefasst, dessen Historie und Werthaltigkeit im Rahmen der Strukturierung untersucht wird. Basierend auf der Ausfallhistorie und der damit zusammenhängenden Qualität der Aktiva wird ein prozentualer Anteil des Gesamtbetrages dieser Aktiva mittels Geldmarktpapieren refinanziert. Der somit verbleibende Abschlag wird als Übersicherung (englisch overcollateralization) bezeichnet.
Die arrangierende Bank stellt zusätzlich bonitätsverstärkende Fazilitäten im Rahmen des ABCP-Programms als Credit Enhancement zur Verfügung, unter anderem in der Form von Liquiditätslinien, Letter of Credit oder Nachrangdarlehen. Die Höhe dieser Fazilitäten wird meist durch die Ratingagenturen festgesetzt, um das angestrebte Rating der begebenen Geldmarktpapiere zu erreichen. Die Fazilitäten werden meist bei kurzfristigen Absatzrisiken der Geldmarktpapiere im Geldmarkt oder bei kurzfristiger Uneinbringbarkeit der Forderungen in Anspruch genommen.
Die Granularität im Pool kann durch eine Vielzahl von Krediten, Kreditarten und Kreditnehmern sowie Branchenmix verbessert werden, so dass das Klumpenrisiko durch Risikodiversifizierung vermindert oder eliminiert werden kann. Es verbleibt stets das systematische Risiko, das nicht durch Risikodiversifizierung beseitigt werden kann und bei derartigen Finanzinstrumenten nicht unterschätzt werden darf. So kann sich eine allgemeine Wirtschaftskrise, Finanzkrise oder ein Hochzinsniveau negativ auf die Kreditnehmer der im Pool vorhandenen Forderungen auswirken wie dies bei der Finanzkrise ab 2007 der Fall war.

## Conduits deutscher Banken während der Subprime-Krise 2007
Die Subprime-Krise in den USA und die plötzliche Illiquidität der ABCP-Papiere und ABS-Anleihen brachten im Jahre 2007 die beiden Bankhäuser IKB Deutsche Industriebank und Sachsen LB in existenzbedrohende Krisen, da sie ihre angekauften Forderungen nicht mehr im Geldmarkt refinanzieren konnten.

## Wirtschaftliche Aspekte
Die Refinanzierung des Conduits erfolgt ausschließlich durch Commercial Paper oder Medium Term Notes, die wegen des Pools zu besicherten Geldmarktpapieren (englisch Asset-backed Commercial Papers; ABCP) werden. Durch die – nicht immer vorhandene – Inkongruenz der Fristen betreibt das Conduit Fristentransformation. Das entstehende Liquiditätsrisiko muss durch Banken mit Hilfe einer Kreditfazilität (Liquiditätslinie; englisch (CP) back-up facility) eliminiert werden, was durch Ratingagenturen zur Voraussetzung für ein gutes Emissionsrating gemacht wird. Bei Inkongruenz entsteht auch eine Diskrepanz zwischen dem Kapitalertrag aus dem Pool und den Refinanzierungskosten aus den Commercial Papers, welche die Ertragslage des Conduits beeinträchtigt. Mit Hilfe der Fristentransformation versucht das Conduit, die Zinsstruktur der unterschiedlichen Zinsniveaus im Rahmen des Zinsdifferenzgeschäfts zu nutzen. 
Mit Hilfe der Conduits können Originatoren durch Übertragung von Forderungen eine Rekapitalisierung herbeiführen, wenn sich durch einen „clean break“ eine Entlastung der Eigenmittel ergibt.

## Abgrenzung
Conduits unterscheiden sich im Rahmen der Verbriefung von den Zweckgesellschaften dadurch, dass erstere dauerhaft Transaktionen durchführen und ihre Refinanzierung ausschließlich durch Commercial Papers bestreiten. Dagegen wird die Zweckgesellschaft nur zu einem ganz bestimmten Betriebszweck gegründet und erlischt, sobald der Zweck erfüllt ist (Einzweckgesellschaft). Das Conduit ist dagegen als Daueremittent für unbegrenzte Zeit angelegt und erwirbt regelmäßig Forderungen.